# Limnodriloides cribensis
Limnodriloides cribensis är en ringmaskart som beskrevs av Erséus 1990. Limnodriloides cribensis ingår i släktet Limnodriloides och familjen glattmaskar. Inga underarter finns listade i Catalogue of Life.